# Wirtualna kolonoskopia
Wirtualna kolonoskopia – metoda diagnostyki, polegająca na utworzeniu trójwymiarowego modelu jelita grubego od odbytnicy aż do kątnicy, przy użyciu obrazów uzyskanych za pomocą tomografii komputerowej lub rezonansu magnetycznego. Badanie to używane jest do zdiagnozowania chorób jelita grubego, takich jak polipy, uchyłkowość jelit czy zmiany nowotworowe.
Wirtualna kolonoskopia w porównaniu z innymi metodami jest mało uciążliwa dla pacjenta; jest metodą mało inwazyjną i szybszą. Kolonoskopia wirtualna i kolonografia pozwalają na ocenę wewnętrznej powierzchni ścian jelit. Możliwa jest także ocena nacieku jelita grubego poza jego ścianę. Wirtualna kolonoskopia obrazuje całe jelito grube (od odbytnicy do kątnicy). Trójwymiarowy obraz wewnętrznej powierzchni ścian jelita grubego pozwala zidentyfikować polipy. Jelito musi być całkowicie opróżnione z resztek pokarmowych (środki przeczyszczające). Bezpośrednio przed badaniem za pomocą cienkiej rurki (grubość termometru) wypełnia się jelito grube pacjenta powietrzem. Rozdęcie jelita przez gaz umożliwia wirtualną endoskopię. Badanie trwa od 15-30 minut. Przed wprowadzeniem kolonografii wirtualnej możliwa była wyłącznie ocena grubości ściany lub szerokości światła jelita, wypełnionego środkami kontrastującymi, w klasycznym badaniu tomografii komputerowej. Najlepszym rozwiązaniem jest wykonanie najpierw kolonoskopii wirtualnej, a następnie jeśli są wskazania, szukanie i usunięcie polipów konwencjonalną metodą. Większość niewykrytych polipów (za pomocą tradycyjnej kolonoskopii jak i wirtualnej) znajdowała się w fałdach okrężnicy lub w okolicy wewnętrznej krawędzi odbytu.

## Badanie
Przed badaniem pacjent przygotowuje się w domu oczyszczając jelita. Dodatkowo podaje się dożylnie środek rozkurczowy (np. Buscopan), a do jelit tłoczy się powietrze. Badanie polega na wykonaniu serii zdjęć tomografem w dwóch pozycjach: na plecach i na brzuchu. Za pomocą oprogramowania tworzony jest trójwymiarowy model jelita.

## Zalety i wady
Głównymi zaletami badania są:
- nieinwazyjność i komfort dla pacjenta

- krótki czas badania

- brak konieczności obserwacji (pacjent wraca do domu tego samego dnia)

Główną wadą badania jest to, że podczas tego badania, nie można pobrać wycinków z ewentualnych tworów. Dlatego w przypadku wykrycia nieprawidłowości, konieczne jest wykonanie klasycznej kolonoskopii.